# Fretless

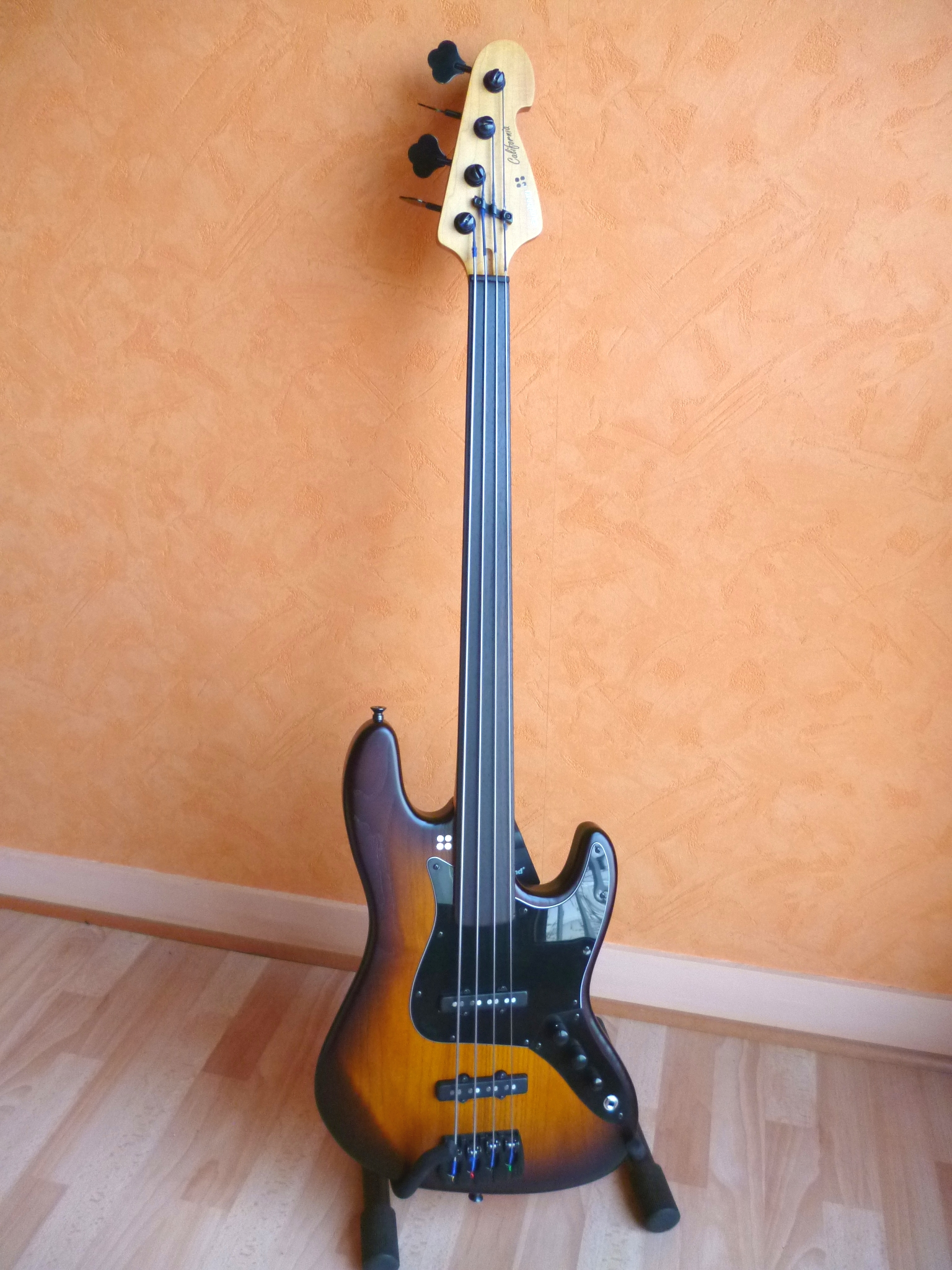
Un basso elettrico fretless Sandberg Guitars

Il termine fretless (dall'inglese "senza tasti") indica ogni cordofono sprovvisto di tasti (le traversine metalliche che dividono secondo rapporti costanti la tastiera). Mentre il violino e gli altri strumenti ad arco sono sempre fretless (eccezion fatta per la famiglia della viola da gamba), di altri strumenti esiste sia la versione normale sia quella senza tasti (tipicamente il basso elettrico e in minor misura la chitarra elettrica).
Com'è ovvio, per suonare le note su questo tipo di strumenti bisogna avere una precisione millimetrica e soprattutto un ottimo orecchio, perché è solo questo che permette la precisione necessaria. Occorre poi ricordare che gli strumenti senza tasti sono gli unici che consentono di suonare seguendo l'intonazione naturale ad armonici sulla nota tonica; gli strumenti con i tasti sono invece leggermente stonati perché adottano il temperamento equabile, approssimazione buona ma intrinsecamente errata.

## La chitarra fretless
Le chitarre fretless sono quasi sempre elettriche. Virtualmente identiche ad una chitarra normale eccezion fatta per l'assenza di tasti, il suono che producono è di lunghezza nettamente inferiore a quello delle loro controparti e ricorda il pizzicato quando effettuato sugli strumenti ad arco; d'altro canto, si prestano molto ad effetti di sliding e vibrato. Per suonare uno strumento del genere sono necessari una grande precisione delle dita e una memoria muscolare sviluppata.

## Il basso fretless
I bassi elettrici fretless godono di maggior diffusione delle chitarre fretless. Producono un suono molto simile a quello del contrabbasso. 
Alcuni musicisti famosi per l'uso del basso fretless sono Jaco Pastorius, Mick Karn, Percy Jones, Rick Danko, Jack Bruce, Pino Palladino, Sting, Bill Wyman, Les Claypool, Steve DiGiorgio, Alain Caron, John Paul Jones, Patrick Djivas e Red Canzian. 